# Medaille voor de Constructie van de Baikal-Amoerspoorlijn
De Medaille voor de Constructie van de Baikal-Amoerspoorlijn (Russisch: Медаль «За строительство Байкало-Амурской магистрали») was een burgermedaille ingesteld op 8 oktober 1976 per een decreet van het Presidium van de Opperste Sovjet, bedoeld om actieve deelname in de constructie van de Baikal-Amoerspoorlijn, een groot meerjarig project in Siberië onder de leiding van secretaris-generaal Leonid Brezjnev, te erkennen. Het statuut van de medaille werd op 18 juli 1980 gewijzigd door een besluit van het Presidium van de Opperste Sovjet (№ 2523-X.).

## Statuut
De medaille voor de constructie van de Baikal-Amoerspoorlijn werd uitgereikt aan actieve deelnemers in de bouw van deze spoorweg: aan arbeiders op de eerste sectie Bam - Tynda - Berkakit, de tweede sectie Tajsjet - Lena, in de productiefaciliteiten, aan bouwvakkers die voor de behuizing van de arbeiders zorgden, voor ontwerpen van hoge kwaliteit, voor onderzoekswerk, voor eerlijk werk op bedrijven, en aan instituties en organisaties die direct betrokken waren bij de bouw. Gebruikelijk werd de medaille gegeven wanneer er sprake was van een loopbaan van minstens 3 jaar.
Aanbevelingen voor ontvangers van de medaille werden gedaan door de Communistische Partij van de Sovjet-Unie, de Komsomol, bedrijven, instituties en organisaties en werden door het Ministerie van Transportbouw behandeld. Vervolgens werden de namen van de kandidaten doorgegeven aan de directiecomités van de Oblast Amoer, Oblast Irkoetsk, Oblast Tsjita, Kraj Chabarovsk, het Presidium van de Opperste Sovjet van  de Boerjatische Autonome Socialistische Sovjetrepubliek of van de Jakoetische Autonome Socialistische Sovjetrepubliek. Hierna werd de medaille, in naam van de Opperste Sovjet van de Russische SFSR, uitgereikt door het lokale bestuur.
De medaille werd gedragen op de linkerkant van de borst in de aanwezigheid van andere sovjetmedailles, onmiddellijk na de Medaille voor de Ontwikkeling van de Maagdelijke Gronden. Wanneer ze samen met medailles uit de Russische Federatie wordt gedragen, hebben de laatste twee voorrang.
Elke medaille ging vergezeld met een speciaal attest, in de vorm van een 8 bij 11 cm kartonnen boekje, waarin de naam van de prijs, de gegevens van de ontvanger, een officiële stempel en een handtekening stonden. Na de dood van de ontvanger bleef het boekje en de medaille in de familie als aandenken.

## Beschrijving
De medaille is rond, uit messing gemaakt en heeft een verhoogde rand. Aan de linkerhelft van de voorzijde wordt een over een brug rijdende trein afgebeeld, met daarachter enkele heuvels. Onder de brug staat de tekst: "Voor de bouw van de Baikal-Amoerspoorweg" (Russisch: «За строительство Байкало-Амурской магистрали»). Op de rechterkant van de voorkant staan twee arbeiders, een man, die een helm draagt, en een vrouw, in profiel gegraveerd. Op de achterkant van de medaille staat in grote letters "BAM" (Russisch: «БАМ»), de afkorting van Baikal-Amoer Magistral. Een spoor en de zon aan de horizon doorsnijden een lint, omlijst met een lauwerkrans met hamer en sikkel erboven.
De medaille wordt aan een vijfhoekige constructie bevestigd. De constructie is bedekt met een 24 mm lang overlappend zijden lint in een moirépatroon. De kleurenindeling bestaat uit drie 3 mm brede gele strepen in het midden, waartussen grijze strepen van 0,5 mm breed liggen. De randen worden gevormd door 6 mm brede donkergroene strepen.

## Ontvangers (gedeeltelijke lijst)

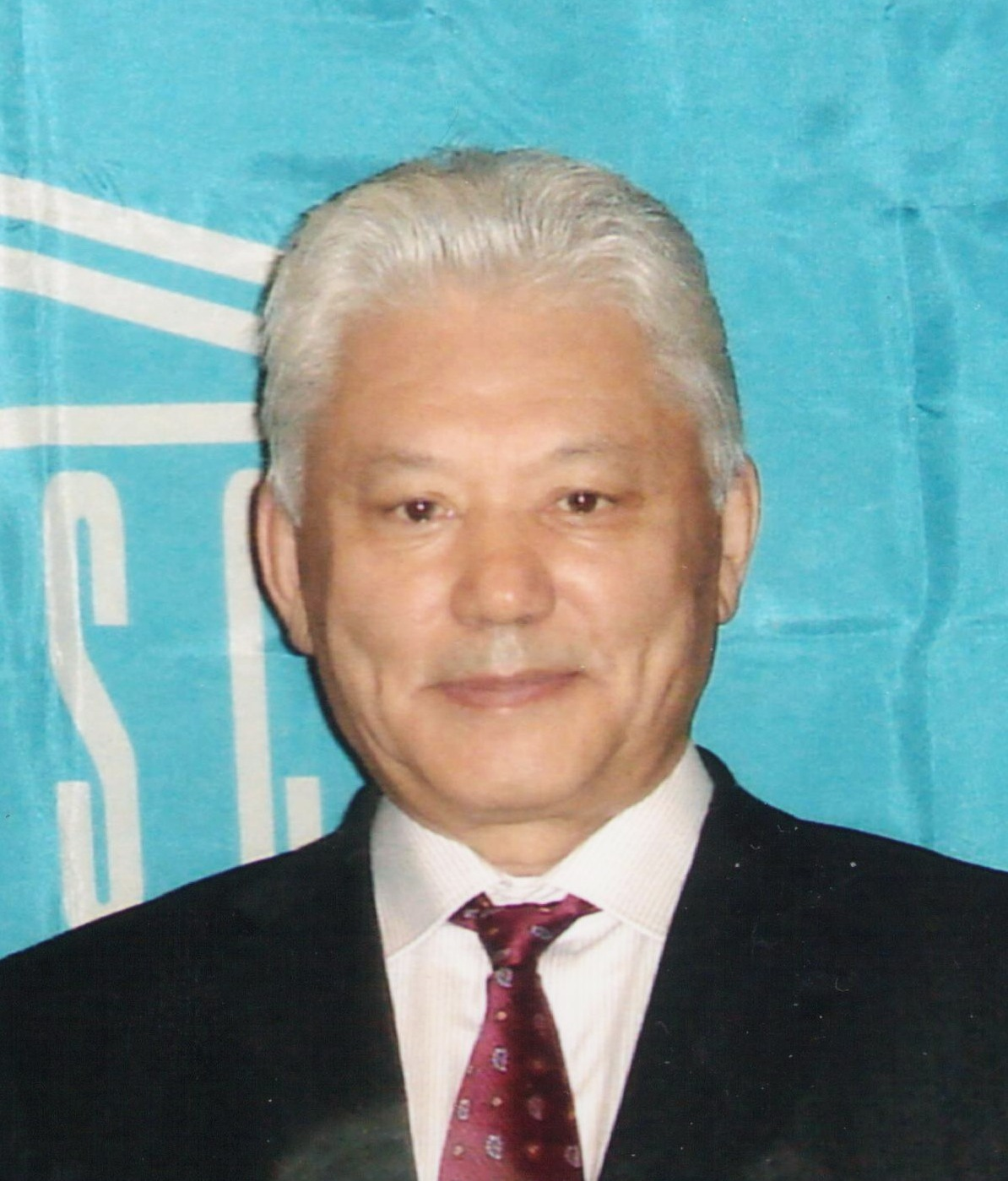
Eerste President van Jakoetië, Michail Nikolajev, ontvanger van de medaille.

- Michail Yefimovitsj Nikolajev
- Alexey Vasiliyevitsj Gordejev
- Valentin Vitaljevitsj Lebedev
- Abdul-Vahed Nijazov
- Dmitry Fjodorovitsj Mezentsjev
- Rimma Fjodorovna Kazakova
- Vyacheslav Stepanovitsj Ikonnikov
- Vladimir Nikolajevitsj Soeproen
- Salman Magomedrasoelovitsj Babajev
- Nikolaï Aleksejevitsj Sorokin
- Victor Efimovitsj Birjoekov
- Vladimir Emel'ianovitsj Gritsisjin
- Vladislav Vladimirovitsj Nikolajev
- Ivan Konstantinovitsj Sahinidi
- Vjatjeslav Grigor'evitsj Koebarev
- Kim Ivanovitsj Bazarsadaev,
- Fedor Petrovitsj Krendeljev